# Большой Куранах (река)
Большой Куранах — река в Алданском районе Якутии, правый приток Селигдара. Устье находится в 19 км по правому берегу Селигдара. Длина реки — 59 км.

## Данные водного реестра
По данным государственного водного реестра России относится к Ленскому бассейновому округу, водохозяйственный участок реки — Алдан от истока до в/п г.Томмот, речной подбассейн реки — Алдан. Речной бассейн реки — Лена.
Код объекта в государственном водном реестре — 18030600112117300002930.

## Притоки (в км от устья)
- 7,6 км: Латышский
- 15 км: Глубокий
- 23 км: Тамарак
- 28 км: Раздольный
- 32 км: Сосновый

## Населённые пункты
На р. Большой Куранах расположен 2 населённых пункта:
- Верхний Куранах;
- Нижний Куранах.